# جاي إليس
جاي إليس (بالإنجليزية: Jay Ellis)‏ هو ممثل أمريكي، ولد في 27 ديسمبر 1981 في حصن سمتر في الولايات المتحدة.

## وصلات خارجية
- جاي إليس على موقع IMDb (الإنجليزية)
- جاي إليس على موقع قاعدة بيانات الفيلم (الإنجليزية)